# Guerre polono-russe (1605-1618)
 (août 2015).
Si vous disposez d'ouvrages ou d'articles de référence ou si vous connaissez des sites web de qualité traitant du thème abordé ici, merci de compléter l'article en donnant les références utiles à sa vérifiabilité et en les liant à la section « Notes et références ».
Pour les articles homonymes, voir Guerre russo-polonaise.
La guerre polono-russe de 1605 à 1618 est une série d'incursions des armées de la république des Deux Nations (Pologne-Lituanie) et des troupes privées de magnats polonais à l'époque des Troubles, quand la Russie était déchirée par des guerres civiles et le chaos interne généralisé à la suite d'une crise dynastique.
Avant 1609, la république des Deux Nations n'entra pas officiellement en guerre contre la Russie et diverses factions russes se battirent entre elles, alliés des Polonais contre leurs adversaires. La Suède prit également part au conflit dans ce qui est appelé la guerre d'Ingrie (1610-1617), au début comme alliés des russes puis en tant que leurs adversaires. Les buts des diverses factions changèrent fréquemment, allant des ajustements mineurs de frontières réclamés par le roi de Pologne jusqu'à la création d'un nouvel état formé de l'union personnelle entre la Pologne et la Russie.
La guerre peut-être divisée en quatre périodes distinctes. Durant la première, des aristocrates polonais soutenus par des boyards russes, mais sans le consentement du roi Sigismond Vasa, essaient d'exploiter la faiblesse de la Russie en intervenant dans la guerre civile et en soutenant les tsars imposteurs, le premier faux Dimitri puis le second faux Dimitri, contre les tsars légitimes Boris Godounov et Vassili IV Chouiski. 
La première intervention polonaise débute en 1605 et se termine l'année suivante avec la mort du premier faux Dimitri. La seconde commence en 1607 et dure jusqu'en 1609, quand le tsar Vassili IV conclut une alliance militaire avec la Suède. En réponse à cette alliance, le roi Sigismond Vasa décide d'intervenir officiellement et déclare la guerre à la Russie dans le but d'obtenir des concessions territoriales.
Après quelques victoires successives, notamment à la bataille de Klouchino, les Polonais font leur entrée dans Moscou en 1610 et le fils de Sigismond, le prince Ladislas IV Vasa, est élu tsar. Mais, peu après, Sigismond décide de ceindre lui-même la couronne de Russie, ce qui lui aliène ses soutiens parmi les boyards, qui pouvaient accepter le modéré Ladislas mais non le pro-catholique et anti-orthodoxe Sigismond. En conséquence, la faction pro-polonaise disparaît et la guerre reprend en 1611 quand les Polonais sont chassés de Moscou mais s'emparent en revanche de l'importante cité de Smolensk. Toutefois, à cause de troubles internes aussi bien en Russie qu'en Pologne, peu d'opérations militaires ont lieu entre 1612 et 1617, date à laquelle Sigismond fait une dernière tentative pour conquérir la Russie et échoue. La guerre prend fin en 1618 avec le traité de Déoulino qui permet à la Pologne d'agrandir son territoire mais non de contrôler la Russie, qui conserve son indépendance.

## Dénomination de la guerre
Le conflit est souvent désigné par différents noms, plus couramment la Guerre polono-russe, avec le terme Russie remplaçant le terme Moscovie. Dans l'historiographie polonaise, les guerres sont généralement désignées sous le nom de Dimitriades : la Première Dimitriade (1605-1606) et la Deuxième Dimitriade (1607-1609) et la Guerre polono-moscovite (1609-1618), qui peuvent ensuite être divisées en deux guerres de 1609-1611 et 1617-1618, et peuvent ou non inclure la campagne de 1617-1618, parfois appelée campagne [Muscovite] de Chodkiewicz. Selon l'historiographie russe, les événements chaotiques de la guerre relèvent du « Temps des troubles ». Le conflit avec les Polonais est communément appelé l'Invasion polonaise, l'Intervention polonaise, ou plus spécifiquement l'Intervention polonaise du début du XVIIe siècle.

## Prélude à la guerre
À la fin du XVIe et au début du XVIIe siècle, la Russie était en proie à une crise politique et économique. Après la mort du tsar Ivan IV (« le Terrible ») en 1584, et la mort de son fils Dimitri en 1591, plusieurs factions se disputèrent le trône tsariste. En 1598, Boris Godounov fut couronné sur le trône russe, marquant la fin du règne séculaire de la dynastie des Riourikides. Bien que ses politiques fussent plutôt modérées et bien intentionnées, son règne fut entaché par la perception générale de sa légitimité douteuse et par des allégations de son implication dans l'orchestration de l'assassinat de Dimitri. Bien que Godounov ait réussi à contenir l'opposition à son règne, il n'a pas réussi à l'écraser complètement. Pour aggraver ses problèmes, les premières années du XVIIe siècle furent exceptionnellement froides. La baisse des températures fut ressentie dans le monde entier et fut très probablement causée par une éruption sévère d'un volcan en Amérique du Sud. En Russie, cela entraîna une grande famine qui ravagea le pays de 1601 à 1603.

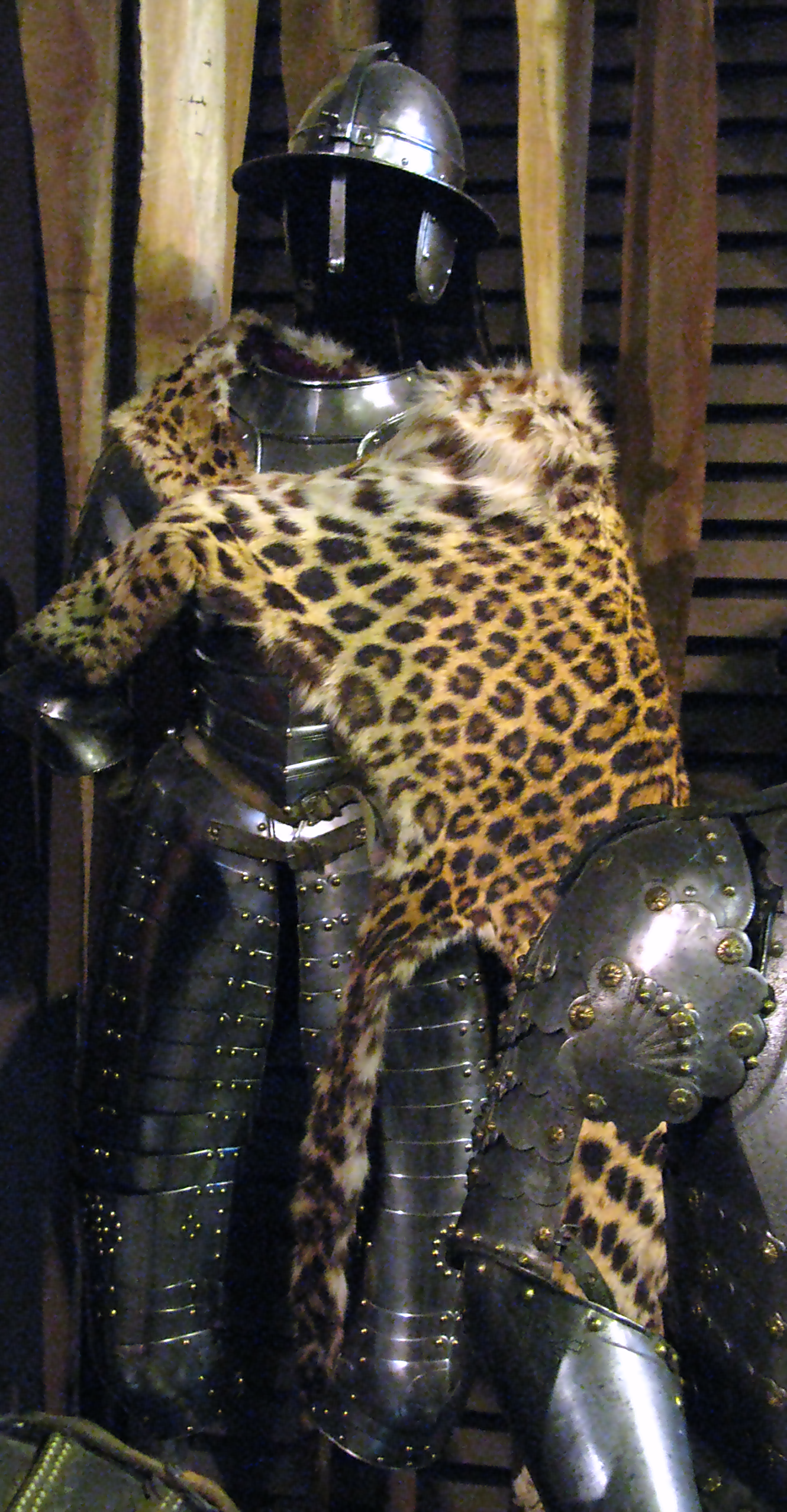
Armure de cavalerie polonaise datant du

À la fin de l'année 1600, une mission diplomatique polonaise dirigée par le chancelier Lew Sapieha, accompagné d'Eliasz Pielgrzymowski et de Stanisław Warszycki, arriva à Moscou et proposa une alliance entre la République de Pologne-Lituanie et la Russie, incluant une future union personnelle. Ils proposèrent qu'après la mort d'un monarque sans héritier, l'autre deviendrait le souverain des deux pays. Cependant, le Tsar Godounov déclina la proposition d'union et opta pour la prolongation de la Paix de Jam Zapolski, qui mit fin aux Guerres Lituaniennes du XVIIe siècle, de 22 ans (jusqu'en 1622).
Sigismond et les magnats polono-lituaniens savaient parfaitement qu'ils n'étaient pas capables d'une véritable invasion de la Russie ; l'armée polono-lituanienne était trop petite, sa trésorerie toujours vide, et la guerre manquait de soutien populaire. Cependant, à mesure que la situation en Russie se détériorait, Sigismond et de nombreux magnats, en particulier ceux possédant des domaines et des forces près de la frontière russe, commencèrent à chercher un moyen de tirer profit du chaos et de la faiblesse de leur voisin oriental. Cela s'avéra facile, car entre-temps de nombreux boyards russes, mécontents de la guerre civile en cours, tentèrent de séduire divers voisins, y compris la République des Deux Nations, pour intervenir. Certains d'entre eux recherchaient leurs propres profits, essayant d'organiser un soutien pour leur propre accession au trône russe. D'autres se tournaient vers leur voisin occidental et son attrayante Liberté Dorée, et avec certains politiciens polonais planifiaient quelque forme d'union entre ces deux États. D'autres encore cherchaient à lier leur destin à celui de la Suède dans ce qui devint connu sous le nom de Campagne de De la Gardie et de Guerre d'Ingrie.
Les partisans d'une union entre la Pologne-Lituanie et la Russie proposèrent un plan similaire à l'union polono-lituanienne, l'Union de Lublin, impliquant une politique étrangère et militaire commune ; le droit pour la noblesse de choisir le lieu où ils vivraient et d'acheter des domaines fonciers ; la suppression des barrières au commerce et au transit ; l'introduction d'une monnaie unique ; une tolérance religieuse accrue en Russie (notamment le droit de construire des églises de confessions non-orthodoxes) ; et l'envoi des enfants des boyards pour étudier dans des académies polonaises plus développées (comme l'Académie de Cracovie). Cependant, ce projet n'a jamais obtenu beaucoup de soutien. De nombreux boyards craignaient que l'union avec le royaume majoritairement catholique de Pologne et le grand-duché de Lituanie n'entraîne la mise en danger des traditions orthodoxes de la Russie et s'opposaient à tout ce qui menaçait la culture russe, en particulier les politiques visant à réduire l'influence de l'Église orthodoxe, les mariages mixtes et l'éducation dans les écoles polonaises qui avaient déjà conduit à la polonisation réussie des terres ruthènes sous contrôle polonais.

## L'invasion polonaise (1605-1606)

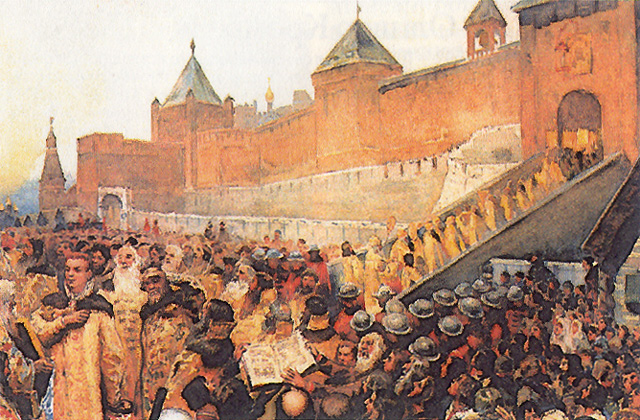
Le Faux Dimitri entrant à Moscou le 20 juin 1605, peint par Klavdy Lebedev

Pendant la majeure partie du XVIIe siècle, Sigismond III était occupé par ses propres problèmes internes, tels que la Rébellion des Nobles et les guerres avec la Suède et en Moldavie. Cependant, l'imposteur Faux Dimitri Ier apparut en Pologne en 1603 et trouva bientôt suffisamment de soutien parmi de puissants magnats tels que Michał Wiśniowiecki, Lew et Jan Piotr Sapieha, qui lui fournirent des fonds pour une campagne contre Godounov. Les magnats polonais anticipaient des gains matériels de la campagne et le contrôle de la Russie par l'intermédiaire du Faux Dmitri. De plus, à la fois les magnats polonais et les boyards russes avançaient des plans pour une union entre la Pologne-Lituanie et la Russie, similaire à celle que Lew Sapieha avait discutée en 1600 (quand l'idée avait été rejetée par Godounov). Enfin, les partisans du catholicisme voyaient en Dimitri un moyen de répandre l'influence de leur Église vers l'est, et après des promesses d'une entité polono-russe dominée par les catholiques unis menant une guerre contre l'Empire ottoman, les Jésuites lui fournirent également des fonds et une éducation. Bien que Sigismond ait refusé de soutenir officiellement Dimitri avec toute la puissance de la République, le roi polonais était toujours heureux de soutenir les initiatives pro-catholiques et lui fournit la somme de 4 000 złotys, assez pour quelques centaines de soldats. Néanmoins, certains des partisans de Dimitri, en particulier parmi ceux impliqués dans la rébellion, travaillaient activement pour que Dimitri remplace Sigismond. En échange, en juin 1604, Dimitri promit à la Pologne-Lituanie « la moitié du territoire de Smolensk ». Beaucoup étaient sceptiques quant à l'avenir de cette entreprise. Jan Zamoyski, opposé à la plupart des politiques de Sigismond, qualifia plus tard toute l'affaire du Faux Dimitri Ier de « comédie digne de Plaute ou de Térence ».
Lorsque Boris Godounov entendit parler du prétendant, il affirma que l'homme n'était qu'un moine fugitif nommé Grigori Otrepiév, bien que l'information sur laquelle il basait cette affirmation reste floue. Le soutien des russes pour Godounov commença à faiblir, surtout lorsqu'il tenta de répandre des contre-rumeurs. Certains des boyards russes prétendaient également accepter Dimitri, car un tel soutien leur donnait des raisons légitimes de ne pas payer d'impôts à Godounov.

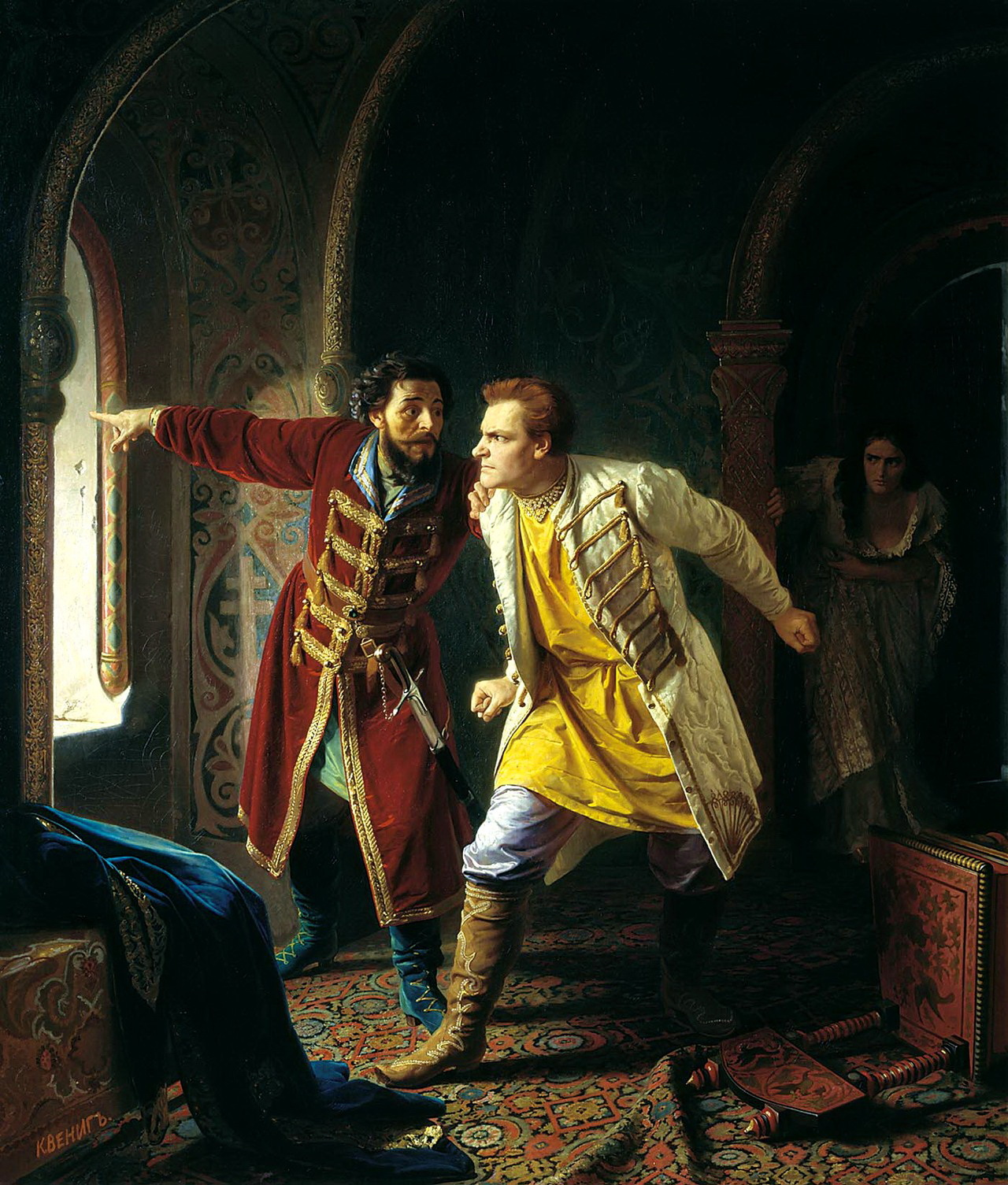
Les dernières minutes du premier faux Dimitri peint en 1879 par Carl Wenig

Dimitri attira un certain nombre de partisans, forma une petite armée, et, soutenu par environ 3500 soldats des armées privées des magnats polonais et par les mercenaires achetés avec l'argent de Dimitri, partit pour la Russie en juin 1604. Certains autres ennemis de Godounov, dont environ 2000 cosaques du sud, rejoignirent les forces de Dimitri en chemin vers Moscou. Les forces de Dimitri affrontèrent à deux reprises des soldats russes réticents ; son armée remporta la première à Novhorod-Siverskyi, capturant bientôt Tchernigov, Poutyvl, Sevsk et Koursk, mais perdit gravement la seconde bataille de Dobrynitchi et faillit se désintégrer. La cause de Dimitri ne fut sauvée que par la nouvelle de la mort du tsar Boris Godounov.
La mort soudaine du tsar le 13 avril 1605 a levé le principal obstacle à de nouvelles avancées de Dimitri. Les troupes russes ont commencé à faire défection à son profit et, le 1er juin, les boyards de Moscou ont emprisonné le nouveau tsar couronné, le fils de Boris, Féodor II, ainsi que la mère du garçon, avant de les assassiner sauvagement plus tard. Le 20 juin, l'imposteur fit son entrée triomphale à Moscou, et, le 21 juillet, il fut couronné tsar par un nouveau patriarche qu'il a choisi, le patriarche Ignace de Chypre, un Chypriote grec qui, en tant qu'évêque de Ryazan, avait été le premier chef religieux à reconnaître Dimitri comme tsar. L'alliance avec la Pologne fut renforcée par le mariage de Dimitri (par procuration à Cracovie) avec la fille de Jerzy Mniszech, Marina Mniszech, une noble polonaise dont Dimitri était tombé amoureux lorsqu'il était en Pologne. La nouvelle tsarine scandalisa de nombreux Russes en refusant de se convertir du catholicisme à la foi orthodoxe russe. Le roi polonais Sigismond fut un invité important à ce mariage. Marina partit bientôt rejoindre son mari à Moscou, où elle fut couronnée tsarine en mai.
Bien que le règne de Dimitri lui-même fût insignifiant et marqué par peu d'erreurs, sa position restait faible. De nombreux boyards estimaient qu'ils pouvaient gagner plus d'influence, voire le trône lui-même, et beaucoup se méfiaient toujours de l'influence culturelle polonaise, surtout compte tenu du fait que la cour de Dimitri était de plus en plus dominée par les étrangers qu'il avait amenés avec lui de Pologne. La Liberté Dorée, déclarant toute noblesse égale, soutenues par la petite noblesse, menaçaient les plus puissants des boyards. Ainsi, les boyards, dirigés par le prince Vassili Chouïski, commencèrent à comploter contre Dimitri et sa faction pro-polonaise, l'accusant d'homosexualité, de propagation du catholicisme romain et des coutumes polonaises, et de vendre la Russie aux Jésuites et au Pape. Ils gagnèrent un soutien populaire, d'autant plus que Dimitri était visiblement soutenu par quelques centaines de forces irrégulières de Pologne-Lituanie, qui occupaient toujours Moscou et se livraient souvent à divers actes criminels, irritant la population locale.
Le matin du 17 mai 1606, environ deux semaines après le mariage, des conspirateurs ont pris d'assaut le Kremlin. Dimitri a essayé de s'enfuir par une fenêtre mais s'est cassé la jambe en tombant. L'un des conspirateurs l'a abattu sur place. Au début, son corps fut exposé, mais il a ensuite été incinéré ; les cendres auraient été tirées d'un canon vers la Pologne. Le règne de Dmitri n'avait duré que dix mois. Vassili Chouïski prit sa place en tant que tsar. Environ cinq cents des partisans de Dmitri ont été tués, emprisonnés ou forcés de quitter la Russie.